# Yusuke Tanahashi
Yusuke Tanahashi (棚橋 雄介 Tanahashi Yusuke?), född 9 april 1987 i Tokyo prefektur, är en japansk fotbollsspelare.
Tanahashi började sin karriär 2011 i Kataller Toyama. 2012 blev han utlånad till FC Ryukyu. Han gick tillbaka till Kataller Toyama 2014. 2015 flyttade han till Vonds Ichihara. Han avslutade karriären 2019.